# Bert Berns
Bert Berns, född Bertrand Russell Berns 8 november 1929 i Bronx, New York, död 30 december 1967 i New York, var en amerikansk låtskrivare och skivproducent. Han skrev eller samskrev 1960-talslåtar som "Twist and Shout", "Tell Him", "Piece of My Heart", "I Want Candy", "Everybody Needs Somebody to Love" och "Here Comes the Night". Han producerade också Van Morrisons första hit som soloartist 1967, "Brown Eyed Girl". Han arbetade för skivbolag som Atlantic Records, Decca och Bang Records.
Han avled 1967 till följd av ett hjärtfel som han lidit av sedan han som barn haft reumatisk feber. 2016 valdes han in i Rock and Roll Hall of Fame.

## Fotnoter
1. ↑  https://www.rockhall.com/inductees/bert-berns